# Tomas Löfgren
Tomas Löfgren, född 1977, är en svensk skidorienterare. Han vann herrarnas medeldistans vid VM 2004 i Åsarna. Han vann alla individuella guld samt ingick i Sveriges segrande lag i herrstafetten vid EM 2006 i Ivanovo i Ryssland. Vid EM 2008 i S-chanf, Schweiz vann han guld i sprintdistansen och förde in Sveriges lag till guld i herrstafetten. 
Blev 2009 trea i den svenska landsvägscupen och vann den första upplagan av Glasrikeresan, tävlande för det svenska cykellaget Team Cykelcity.se.
Löfgren slog rekord vid 2011 års  svenska klassiker med totaltiden 14:18:45.